# Mondul Kiri
Mondul Kiri é uma província localizada no leste do Camboja. Sua capital é a cidade de Sen Monorom. Possui uma área de 14.288 km². Em 2008, sua população era de 60.811 habitantes.

## Geografia
As montanhas são a característica dominante na província, destacando-se o Monte Prech e o Monte Namlier na fronteira com o Vietnã. As rodovias são regulares, porém a maior parte dos visitantes chegam por via aérea à província, através do Aeroporto de Mondul Kiri. As cascatas são um dos principais atrativos da região, assim como a riqueza de flora e fauna. Nesta região se vêem com freqüência os elefantes, entre outros, que no resto do país desapareceram por causa das guerras das últimas décadas.

## Atrações turísticas
Ainda que custosa para visitar, a província merece ser vista. Os principais pontos turísticos são os seguintes:
- Cascata Bou Sra - Localizada no distrito de Pechr Chenda, a 43 km de Sem Monorom, acessada por uma difícil rodovia. A cascata é considerada a mais bonita da região e tem três quedas.
- Cascata Sen Monorom - Nesta se encontra a Praia Sokká, à oeste da outra, a Praia Serendipiy, um dos lugares mais visitados da região.
- Cascata Rum Near - A 10 km da cidade de Sem Monorom, cercada de grandes plantações de café, mango e abacate, é um lugar de bosques.
- Cascata Chrey Thom - A 43 km de Sen Monorom, é a mais recomendada. A cascata Bou Sra é inacessível no inverno, enquanto que esta é acessível o ano todo.

## Divisão política
A província está subdividida em 5 distritos:
- 1101 - Kaev Seima
- 1102 - Kaoh Nheaek
- 1103 - Ou Reang
- 1104 - Pechr Chenda
- 1105 - Sen Monorom